# Ulrik Gustaf De la Gardie
Ulrik Gustaf Magnusson De la Gardie, född 22 november 1727 i Stockholm, död 19 juni 1809 i Västerås, var en svensk greve och landshövding i Västmanlands län.
Han var son till Magnus Julius De la Gardie och Hedvig Catharina Lillie och gifte sig den 17 maj 1753 med Fredrika Falkenberg af Trystorp. Äktenskapet blev barnlöst.
Han ärvde Tullgarns kungsgård av sin mor vid hennes död 1745, men tvingades sälja det på offentlig auktion 1772 grund av dålig ekonomi. Slottet köptes in för kronans räkning och blev ett av de kungliga slotten i Sverige.